# Formoso do Araguaia
Formoso do Araguaia este un oraș în Tocantins (TO), Brazilia.